# Adils
Adils (Aðils, Adillus, Aðísl at Uppsölum, Eadgils, Athisl, Athislus og Adhel) var en sagnkonge i Sverige fra 500-tallet, tidsfæstet ud fra Hygelacs hærtogt til Frisland en gang omkring år 516. Dateringen støttes også af arkæologiske udgravninger af gravhøje tilskrevet Adils og Ottar Vendelkrage (Ohthere) i Sverige.
Adils optræder i Rolf Krakes saga. I danske sagn er Adils ham, der satte "Hundekongen", en hund som konge, til at herske over Danmark, og som jarlen Frøvin af Slesvigs banemand, der til gengæld blev fældet af jarlens sønner Kæte og Vige. En tilsvarende "hundekonge" ved navn Saur er kendt fra Håkon den godes saga, hvor den onde Øystein Opplandskonge hærgede i Trøndelag og tvang trønderne til at vælge, hvem de helst ville have til konge — hans træl Tore Manke eller hans hund Saur. Trønderne foretrak hunden, som de sejdede tre mænds forstand ind i.
Både det angelsaksiske Beowulfkvad og norrøne kilder præsenterer Adils som søn af Ottar Vendelkrage (Ohthere) og tilhørende Ynglingeætten. Disse kilder handler også om hans krig mod Åle den opplandske fra Norge (eller muligvis fra Uppland i Sverige). I Beowulfkvadet hedder han Onela.
Adils vandt krigen med støtte fra udenlandske krigere: i Beowulf besejrede han sin onkel Onela ved geaternes hjælp, og i tre norrøne kilder (Ynglingesaga, Skaldskaparmal og Skjoldungesaga) får han med dansk hjælp - sin stedsøn Rolf Krakes tolv bersærker - besejret Åle på den tilfrosne Vänern.
Adils er i sagnet gift med Rolf Krakes mor Yrsa, og de norrøne kilder er mest optaget af hans forhold til Rolf (angelsaksisk Hroðulf), hvor Adils fremstår som svigefuld og grisk.